# 울트라스 레반떼
울트라스 레반떼(Ultras Levante) K리그 포항 스틸러스의 지지자그룹이다.